# Blaž Kraljević
Blaž Nikola Kraljević (17 de setembro de 1947 - 9 de agosto de 1992) foi um líder militar herzegovinio-croata durante os primeiros meses de guerra da Bósnia, que comandou as Forças de Defesa da Croácia (HOS).